# Diotima de Mantineia
Diotima de Mantinea (/ˌdaɪəˈtaɪmə/; em grego clássico: Διοτίμα) foi uma sacerdotisa e filósofa grega antiga que se pensa ter vivido por volta de 440 a.C. e que é apresentada com um papel importante no Banquete (Symposion) de Platão, nele afirmada como mentora de Sócrates nas questões de Amor (em grego, Eros). No diálogo, suas ideias são a origem do conceito de scala amoris (escada do amor), parte do amor platônico.

## Identidade
O nome Diotima significa "Zeus Honra", no sentido ativo de uma mulher que honra Zeus, ou no sentido passivo de uma mulher homenageada por Zeus.
Dizia-se que ela era da cidade peloponesiana de Mantineia, que se aliou a Esparta durante a Guerra do Peloponeso. A forma grega deste lugar, Mantinike, parece conter a raiz "mantis", que significa "profeta, vidente", junto com "nike", vitória, e sugere fortemente que Diotima era ela mesma uma profetisa, ou pelo menos de alguma forma associada à profecia. Diotima Mantinike, portanto, soaria como "Diotima da Profeta-Vitória". Sócrates fornece informações adicionais significativas para seus colegas simposiastas sobre Diotima Mantinike, que sugerem seus poderes proféticos vitoriosos.
A única fonte sobre ela é o próprio Platão e por isso não é possível assegurar se era uma personagem ou alguém que de fato tenha existido, surgindo dúvidas sobre se ela era uma personagem histórica real ou apenas uma criação ficcional. Entretanto, praticamente todos os personagens dos diálogos platônicos corresponderam a pessoas que viviam na antiga Atenas.
A maioria dos estudiosos do século XIX e do início do século XX pensava que Platão baseava Diotima em Aspásia, a amante de Péricles, tão impressionado ficou com sua inteligência e esperteza. No entanto, Aspásia aparece sob seu próprio nome no diálogo de Platão Menexêno, e alguns estudiosos argumentaram de forma convincente que Platão não usava nomes falsos; portanto, Diotima poderia ser uma figura histórica. No Banquete, Diotima apresenta ideias diferentes das de Sócrates e Platão, representando assim uma posição filosófica diferente. Sócrates também afirma ter aprendido com ela. Ambos os casos no diálogo de Platão foram usados para argumentar por sua existência.
Um relevo de bronze do primeiro século encontrado em Pompeia retrata Sócrates e uma figura feminina sem nome, junto com um Eros alado; embora alguns tenham suposto que a mulher sentada na imagem seja Diotima, outros argumentaram que sua aparência (notavelmente um colar) sugeriria que ela é de fato mais provável que seja Afrodite ou Aspásia. Os escritos do segundo ao quinto século d.C.  referem-se a Diotima como uma pessoa real, embora Platão seja provavelmente a única base para isso. A sugestão de que ela era uma criação ficcional não foi introduzida até o século XV (notavelmente por Marsilio Ficino), provavelmente com base no fato de ser mulher; no entanto, essa hipótese plausível (com numerosos paralelos no estudo dos diálogos platônicos, por exemplo, Cálicles nas Górgias) foi de fato apresentada porque Diotima não é mencionada por fontes contemporâneas ou quase contemporâneas e porque seu próprio nome e origem poderia ser entendido como simbólico.  

## Papel noBanquete
No Banquete de Platão, os membros de uma festa discutem o significado do amor. Sócrates diz que em sua juventude ele foi ensinado "a filosofia do amor" por Diotima, que era vidente ou sacerdotisa. Sócrates também afirma que Diotima adiou com sucesso a Praga de Atenas. Em um diálogo relatado por Sócrates no simpósio, Diotima diz que Sócrates confundiu a ideia de amor com a de quem é amado. O amor, diz ela, não é nem bonito nem bom, como argumentaram os oradores anteriores do diálogo. Diotima dá a Sócrates uma genealogia do amor (Eros), afirmando que ele é filho de "recurso (poros) e pobreza (penia)". Para ela, o amor leva o indivíduo a buscar a beleza, primeiro a beleza terrena ou os corpos bonitos. Então, sobe por degraus na escada do amor e, quando um amante cresce em sabedoria, a beleza procurada é espiritual, ou almas bonitas. Para Diotima, o uso mais correto do amor de outros seres humanos é direcionar a mente para o amor à sabedoria ou à filosofia. O amado belo inspira a mente e a alma e direciona a atenção para as coisas espirituais. Um passa do reconhecimento da beleza do outro, à apreciação da Beleza à parte de qualquer indivíduo, à consideração da Divindade, a fonte da Beleza, ao amor à Divindade. 

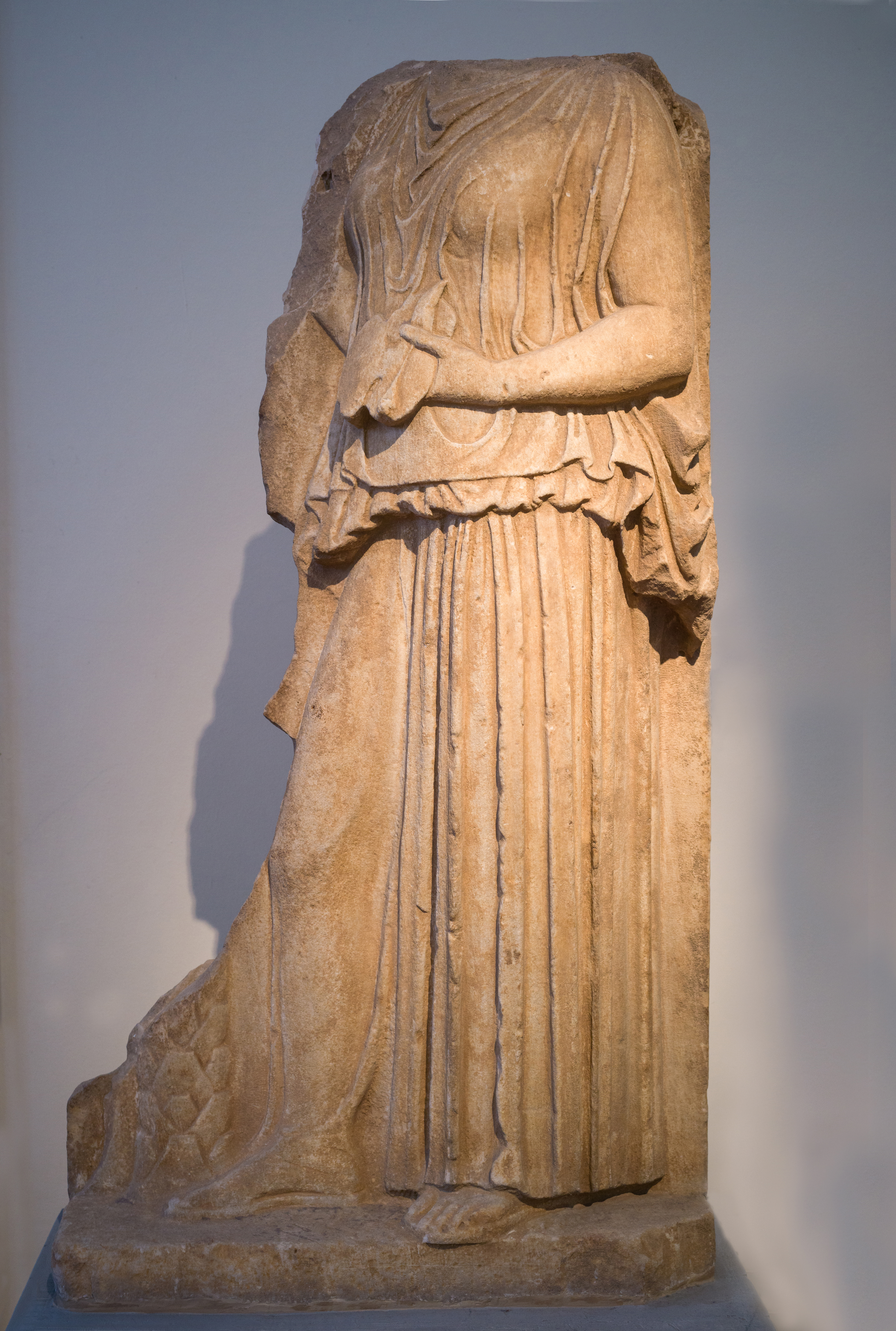
Relevo de uma mulher segurando um fígado para hepatoscopia, do século V a.C., encontrado em Mantineia. Chamada de "Estela de Diotima", tornou-se tradicionalmente identificada como uma representação de Diotima de Mantineia. Museu Arqueológico Nacional de Atenas.

...e dirigindo seu olhar a partir de agora, para a beleza como um todo, ele deve se voltar para o grande oceano da beleza e, ao contemplá-la, deve dar origem a muitos discursos e pensamentos belos e magníficos na abundância da filosofia. (Diotima para Sócrates no Banquete de Platão.) 
Na obra, há uma passagem sobre o significado do amor. Sócrates é o mais importante dentre os homens presentes. Ele diz que na juventude foi iniciado na filosofia do amor por Diotima, que era uma sacerdotisa. Diotima lhe ensinou a genealogia do amor e por isso as ideias de Diotima estão na origem do conceito socrático-platônico do amor.
Segundo Joseph Campbell, "não é por acaso que Sócrates nomeia Diotima como aquela que lhe deu as instruções e os métodos mais significativos para amar/falar. A palavra falada por amor é uma palavra que vem das origens."

## Interpretações recentes
A partir da década de 1980, a deshistorização de Diotima tornou-se um assunto de interesse para vários estudiosos, incluindo Mary Ellen Waithe. Em 2005, Margaret Urban Walker resumiu a pesquisa de Waithe, afirmando que "as evidências da realidade de Diotima são substanciais, mesmo que não conclusivas, e que seu status imaginário parece ser uma ficção do século XV que permaneceu".
Em 2019, o estudioso clássico de Oxford Armand D'Angour publicou Socrates in Love: The Making of a Philosopher, apresentando pela primeira vez um caso totalmente novo por identificar Diotima com Aspásia. Seus argumentos históricos baseiam-se em 1) na probabilidade de envolvimento de Aspásia na defesa da peste que os atenienses esperariam ter sido provocada pelas ações irreligiosas de Péricles (por exemplo, falha em enterrar os mortos) após sua campanha contra Samos em 440-39 2) 2) o fato de 'Diotima' significar 'honrada por/honrando Zeus'; Péricles era chamado de 'Zeus' na linguagem cômica e popular, e ele era notório pela honra incomum que concedia a Aspásia.

## Influência e uso do nome

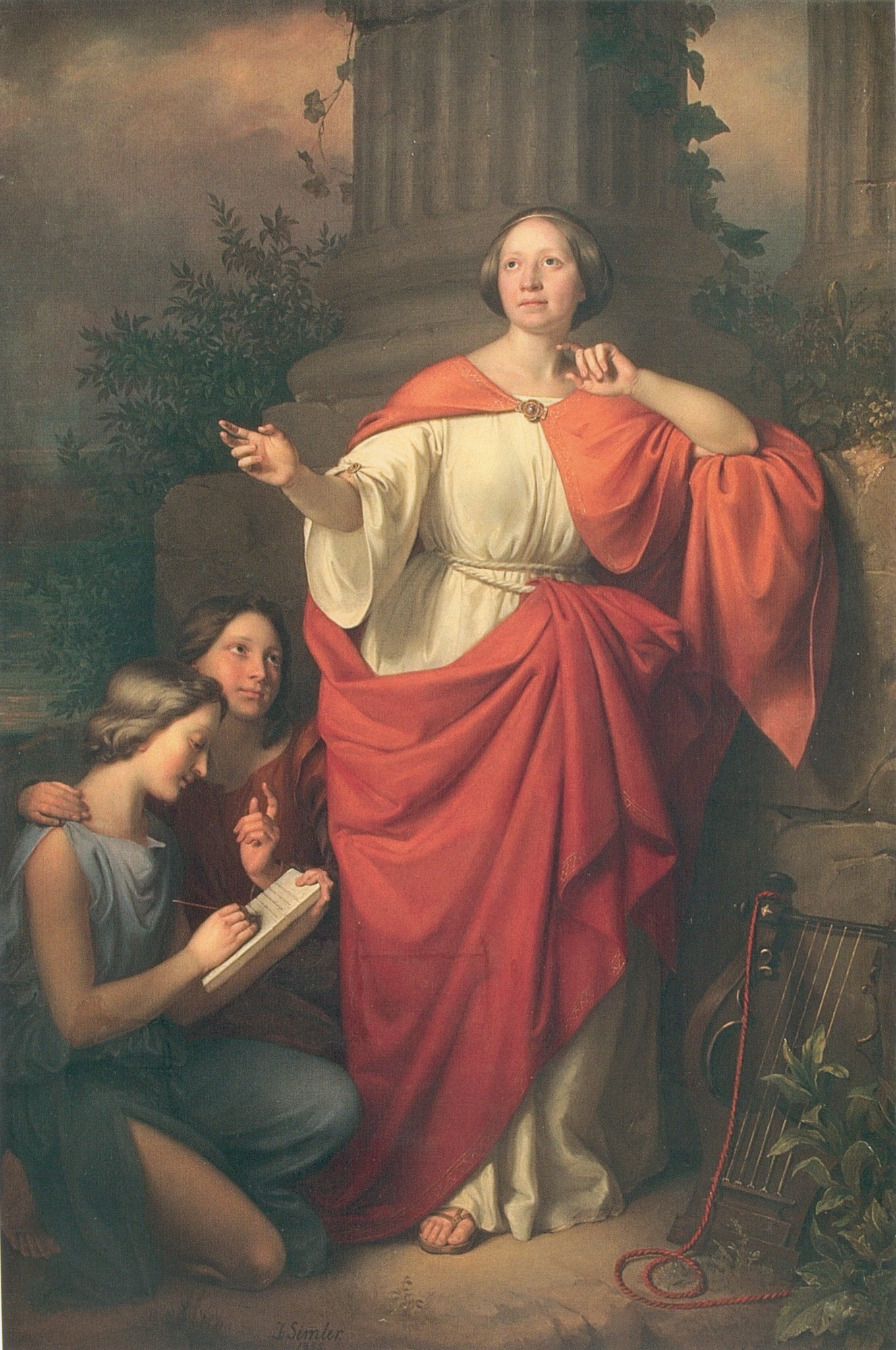
Jadwiga Łuszczewska, que usou o pseudônimo Diotima, posando como a antiga sacerdotisa em uma pintura de Józef Simmler, 1855

"Diotima" tem sido frequentemente usada como título para projetos filosóficos ou artísticos, revistas, ensaios, etc.:
- A escritora polonesa Jadwiga Łuszczewska (1834–1908) usou o pseudônimo Diotima (Deotyma).
- O poeta alemão Friedrich Hölderlin usou Diotima como um pseudônimo para Susette Borkenstein Gontard, que o inspirou a escrever  Hyperion. Neste trabalho, o autor fictício em primeira pessoa Hyperion endereça cartas aos amigos Bellarmin e Diotima.
- O compositor italiano Luigi Nono usou seu nome como parte do título de seu quarteto de cordas: Fragmente-Stille, an Diotima, incluindo citações das cartas de Hölderlin a Diotima de Hyperion na obra.
- Diotima é o homônimo de uma das principais protagonistas femininas de O Homem Sem Qualidades, de Robert Musil.
- Diotima era o nome do personagem de Leni Riefenstahl no filme mudo, Der Heilige Berg.
- Diotima aparece no poema curto "Irpen", de Boris Pasternak.
- Diotima ensina Sócrates e Giannina o significado do amor no romance dramático pós-colonial de Giannina Braschi, United States of Banana.
- Diotima of Mantineia é um dos dois personagens principais dos romances de Gary Corby, incluindo The Pericles Commission, The Ionia Sanction e Sacred Games .
- Diotima é o nome do terceiro álbum da banda experimental de black metal Krallice.
- O asteroide 423 Diotima recebeu o nome dela.
- Diotima é usado na irmandade Beta Sigma Phi.
- Skirmishes for Diotima é o nome da sétima faixa de The Hyperion Machine, o décimo álbum lançado pela banda de neofolk luxemburguesa ROME.